# Kevin Williamson

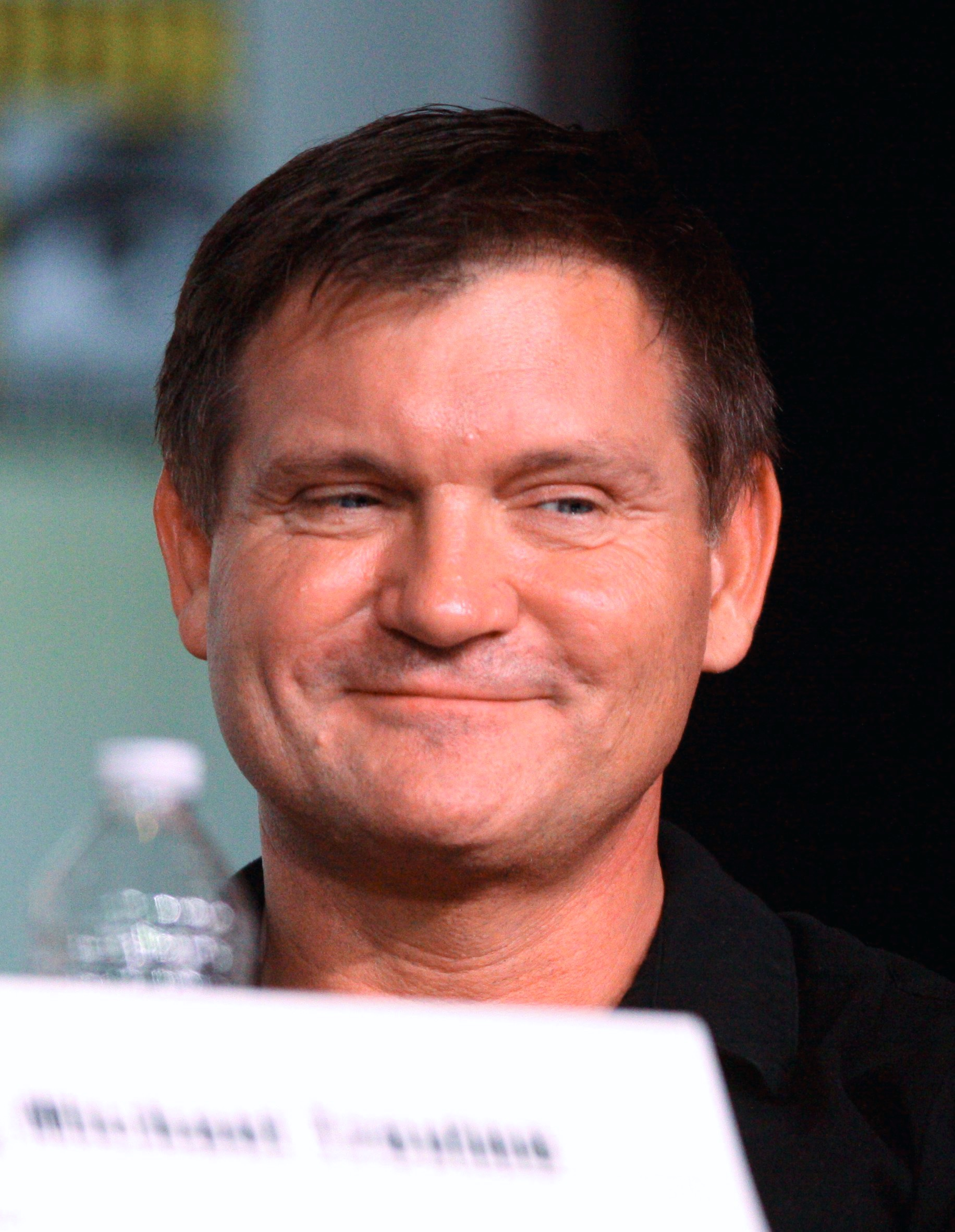
Kevin Williamson bei der Comic-Con (2012)

Kevin Meade Williamson (* 14. März 1965 in New Bern, North Carolina) ist ein US-amerikanischer Drehbuchautor, Filmproduzent und Filmregisseur. Bekannt wurde er vor allem als Drehbuchautor des Horrorfilms Scream – Schrei! (1996), der das gleichnamige Franchise begründete, sowie als Schöpfer der Fernsehserien Dawson’s Creek (1998–2003) und Vampire Diaries (2009–2017).

## Leben
Kevin Williamson wurde 1965 in North Carolina als Sohn des Fischers Wade Williamson und dessen Frau Faye geboren. Seine Familie zog kurz darauf nach Texas und lebte in Aransas Pass und später in Fulton. In den späten 1970er Jahren zog die Familie nach North Carolina zurück.
Er studierte an der East Carolina University in Greenville, North Carolina und erlangte dort einen Bachelor in Theaterwissenschaften. Danach zog Williamson nach New York City, wo er eine Karriere als Schauspieler anstrebte, jedoch nur einige Kleinstrollen in Seifenopern wie Another World erhielt. Auch nach seinem Umzug nach Los Angeles erhielt er keine größeren Rollen. Er entschied sich daraufhin, Drehbücher zu verfassen. Er besuchte Drehbuchkurse an der UCLA.
Sein erstes Drehbuch war die schwarze Komödie Killing Mrs. Tingle, mit der er 1999 auch sein Debüt als Filmregisseur gab. Seinen Durchbruch als Autor hatte Williamson mit dem Drehbuch zum Slasher-Film Scream – Schrei!, das 1996 von Horror-Altmeister Wes Craven mit Neve Campbell, Courteney Cox und David Arquette in den Hauptrollen für Dimension Films verfilmt wurde. Der Film erhielt überwiegend gute Kritiken und war auch finanziell ein Erfolg. Er spielte weltweit 173 Millionen US-Dollar ein. Scream belebte das totgesagte Slasher-Genre wieder und ermöglichte Williamson die Umsetzung weiterer Projekte in Hollywood.
Williamson wurde für sein Drehbuch 1997 mit dem Saturn Award für das beste Drehbuch ausgezeichnet. Im gleichen Jahr 1997 verfilmte Wes Craven Williamsons Drehbuch zum Scream 2, bei dem Williamson auch als Executive Producer fungierte. Der Film erhielt ebenfalls gute Kritiken und war an den Kinokassen erfolgreich. Im gleichen Jahr wurde sein Drehbuch zum Horrorfilm Ich weiß, was du letzten Sommer getan hast verfilmt. 1998 verfilmte Robert Rodriguez Williamsons Drehbuch zum Science-Fiction-Horrorfilm The Faculty.
Auf Anregung von Paul Stupin schuf Williamson die Jugendserie Dawson’s Creek, in dem er auch Erlebnisse seiner eigenen Kindheit verarbeitete. Die Figur des Dawson Leery, dargestellt von James Van Der Beek, basiert teilweise auf ihm selbst.
1999 verließ Williamsons Dawson’s Creek und gab mit dem auf seinem ersten Drehbuch basierenden Thriller Tötet Mrs. Tingle! sein Debüt als Filmregisseur.
Williamson ist auch der Produzent und Drehbuchautor bei der Serie Vampire Diaries.

## Privatleben
Williamson outete sich 1992 gegenüber seiner Familie als homosexuell. 1998 outete er sich im Zuge der Arbeit an Dawson’s Creek auch öffentlich. Er lebt in einer langjährigen Beziehung mit dem Stylisten und Redakteur George Kotsiopoulos.

## Filmografie

### Drehbuchautor
- 1996: Scream – Schrei! (Scream)
- 1997: Ich weiß, was du letzten Sommer getan hast (I Know What You Did Last Summer)
- 1997: Scream 2
- 1998: The Faculty – Trau keinem Lehrer! (The Faculty)
- 1999: Tötet Mrs. Tingle! (Teaching Mrs. Tingle)
- 2005: Verflucht (Cursed)
- 2009–2017: Vampire Diaries (The Vampire Diaries)
- 2011: Scream 4
- 2013–2015: The Following
- 2015: Scream (Fernsehserie, 1 Folge)
- 2022: Sick

Als Schöpfer
- 1998–2003: Dawson’s Creek
- 1999: Wasteland
- 2002: Glory Days
- 2007: Hidden Palms
- 2009–2017: Vampire Diaries (The Vampire Diaries)
- 2011–2012: The Secret Circle
- 2013–2015: The Following
- 2014–2015: Stalker
- 2018–2020: Tell Me a Story

Executive Producer
- 1997: Scream 2
- 1998: Halloween H20 (Halloween H20: Twenty Years Later)
- 1998–1999: Dawson’s Creek (Dawson’s Creek, Fernsehserie, 35 Episoden)
- 1999: Wasteland (Fernsehserie, 13 Episoden)
- 2002: Glory Days (Fernsehserie, 9 Episoden)
- 2007: Hidden Palms (Fernsehserie, 8 Episoden)
- 2009–2017: Vampire Diaries (The Vampire Diaries, Fernsehserie, 160 Episoden)
- 2011–2012: The Secret Circle (Fernsehserie, 16 Episoden)
- 2013–2015: The Following (Fernsehserie, 45 Episoden)
- 2014–2015: Stalker (Fernsehserie, 20 Episoden)
- 2016: Recon (Fernsehfilm)
- 2017: Time After Time (Fernsehserie, 9 Episoden)
- 2018–2020: Tell Me a Story (Fernsehserie, 20 Episoden)
- 2022: Scream
- 2023: Scream VI

Producer
- 2000: Scream 3
- 2005: Verflucht (Cursed)
- 2005: Venom – Biss der Teufelsschlangen (Venom)
- 2011: Scream 4
- 2022: Sick
- 2024: The Exorcism

### Filmregisseur
- 1999: Tötet Mrs. Tingle! (Teaching Mrs. Tingle)